# واسیلی ببوتوف
واسیلی ببوتوف (روسی: Василий Осипович Бебутов؛ ۱ ژانویهٔ ۱۷۹۱ – ۷ آوریل ۱۸۵۸) یک فرد نظامی اهل ارمنستان بود.